# 吴又新
吴又新（1902年—1990年7月），男，浙江东阳人，中国水利专家、政治人物，中国农工民主党中央委员会原常务委员，浙江省政协原副主席，第三、五届全国人大代表。